# Оріоль Ромеу
Оріоль Ромеу Відаль (ісп. Oriol Romeu Vidal, нар. 24 вересня 1991, Ульдекона) — іспанський футболіст, півзахисник іспанського клубу «Барселона». На умовах оренди грає за «Жирону».

## Клубна кар'єра
Вихованець футбольної школи клубу «Барселона».
У дорослому футболі дебютував 2008 року виступами за команду «Барселона Б», в якій провів два сезони, взявши участь у 46 матчах чемпіонату. Більшість часу, проведеного у складі другої команди «Барселони», був основним гравцем команди.
Своєю грою за цю команду привернув увагу тренерів основної команди «Барселони», до складу якої почав залучатися з 2010 року. В основній команді, втім, провів лише одну гру.
До складу «Челсі» приєднався 2011 року, проте за два сезони відіграв за лондонський клуб лише 22 матчі в національному чемпіонаті.
12 липня 2013 року на правах оренди перейшов у «Валенсію».
17 липня 2014 року Ромеу підписав новий контракт з «Челсі» до 2017 року. Проте, вже за два тижні, перейшов на правах оренди до «Штутгарта». 24 серпня 2014 року дебютував у складі «Штутгарта» у виїзному матчі проти менхенгладбахської «Боруссії».
13 серпня 2015 року підписав трирічний контракт з «Саутгемптоном». Сума трансферу склала 5 млн. фунтів стерлінгів.

## Виступи за збірні
2007 року дебютував у складі юнацької збірної Іспанії, взяв участь у 16 іграх на юнацькому рівні, відзначившись 1 забитим м'ячем.
З 2009 року залучався до складу молодіжної збірної Іспанії. Відтоді на молодіжному рівні зіграв у 18 офіційних матчах.
2012 року захищав кольори олімпійської збірної Іспанії на Олімпійських іграх 2012 року у Лондоні.

## Досягнення
- Чемпіон Європи (U-17): 2008

«Барселона»
- Чемпіон Іспанії: 2010-11

«Челсі»
- Переможець Ліги чемпіонів УЄФА: 2011-12
- Володар Кубка Англії: 2011-12
- Переможець Ліги Європи: 2012–13